# カルロス・サンチェス・モレノ
カルロス・アルベルト・サンチェス・モレノ（Carlos Alberto Sánchez Moreno、1986年2月6日 - ）は、コロンビア出身の元サッカー選手。現役時代のポジションは、ミッドフィールダー（守備的ミッドフィールダー）。

## クラブ経歴
ウルグアイのダヌービオFCでキャリアをスタートし、2003年に初のプロ契約を結んだが、トップチームで公式戦に出場することはなかった。2005年にはウルグアイのCAリーベル・プレートに移籍し、2007年までに40試合に出場して1得点した。
2007年にはフランス・リーグ・アンのヴァランシエンヌFCと5年契約を結ぶと、すぐにスタメンに定着して中心選手となった。2010年には膝に重傷を負い、1年近くもピッチから離れた。ヴァランシエンヌでは148試合に出場して8得点し、2012年夏に契約満了を迎えて退団したが、イングランド・プレミアリーグのボルトン・ワンダラーズFCやウェストハム・ユナイテッドFCとの交渉がまとまらず、再びヴァランシエンヌと契約を交わした。2013年8月、スペイン・プリメーラ・ディビシオンのエルチェCFに移籍した。移籍金は370万ユーロと推定されており、契約期間は2016年までである。
2014年8月15日、アストン・ヴィラFCに4年契約で移籍した。
2016年8月9日、ACFフィオレンティーナにレンタル移籍することが同クラブ公式サイトより発表された。
2018年1月31日、RCDエスパニョールへ半年間のレンタル移籍。
2019年8月9日、ウェストハム・ユナイテッドFCに2年契約で移籍した。しかし2018年9月に膝を負傷し、翌年5月のサウサンプトンFC戦まで復帰することはなかった。
2021年3月4日、ワトフォードFCにシーズン終了までの契約を結んだ。

## 代表経歴
2007年5月9日、パナマ戦でコロンビア代表デビューし、同年にはコパ・アメリカ2007に向けた34人の候補選手に選出されたが、最終的な出場メンバーからは落選した。
2010 FIFAワールドカップ・南米予選ではレギュラーを務め、2007年11月20日に歴史的な勝利を収めたアルゼンチン戦(2-1)にも出場した。
2018年6月19日、2018FIFAワールドカップロシア大会の代表に選出され、グループリーググループHの対日本戦にスタメン出場するも、前半3分14秒に日本の決定機をハンドによって阻止したため、W杯史上2番目となる早さでレッドカードを提示され退場した。またこれにより日本が得たPKを香川真司に決められ、チームも1-2で敗れた。
さらに決勝トーナメント1回戦(対イングランド)でもPKを献上し、コロンビア代表が敗退するきっかけを作ったため、殺害予告が出るなど脅迫を受けた。

## 個人成績

### クラブ
2021年5月8日現在
| クラブ                           | シーズン | リーグ                               | リーグ | リーグ | カップ | カップ | リーグカップ | リーグカップ | 合計 | 合計 |
| クラブ                           | シーズン | リーグ                               | 出場   | 得点   | 出場   | 得点   | 出場         | 得点         | 出場 | 得点 |
| -------------------------------- | -------- | ------------------------------------ | ------ | ------ | ------ | ------ | ------------ | ------------ | ---- | ---- |
| リーベル・プレート・モンテビデオ | 2005-06  | ウルグアイ・プリメーラ・ディビシオン | 14     | 0      | -      | -      | -            | -            | 14   | 0    |
| リーベル・プレート・モンテビデオ | 2006-07  | ウルグアイ・プリメーラ・ディビシオン | 26     | 1      | -      | -      | -            | -            | 26   | 1    |
| リーベル・プレート・モンテビデオ | 通算     | 通算                                 | 40     | 1      | -      | -      | -            | -            | 40   | 1    |
| ヴァランシエンヌFC               | 2007-08  | リーグ・アン                         | 34     | 0      | 0      | 0      | 0            | 0            | 34   | 0    |
| ヴァランシエンヌFC               | 2008-09  | リーグ・アン                         | 37     | 1      | 0      | 0      | 0            | 0            | 37   | 0    |
| ヴァランシエンヌFC               | 2009-10  | リーグ・アン                         | 28     | 5      | 0      | 0      | 1            | 0            | 29   | 0    |
| ヴァランシエンヌFC               | 2010-11  | リーグ・アン                         | 28     | 2      | 2      | 0      | 1            | 0            | 31   | 2    |
| ヴァランシエンヌFC               | 2011-12  | リーグ・アン                         | 21     | 2      | 2      | 0      | 0            | 0            | 23   | 2    |
| ヴァランシエンヌFC               | 2012-13  | リーグ・アン                         | 30     | 0      | 0      | 0      | 1            | 0            | 31   | 0    |
| ヴァランシエンヌFC               | 通算     | 通算                                 | 178    | 10     | 4      | 0      | 3            | 0            | 185  | 10   |
| エルチェCF                       | 2013-14  | ラ・リーガ                           | 30     | 0      | 1      | 0      | -            | -            | 31   | 0    |
| アストン・ヴィラFC               | 2014-15  | プレミアリーグ                       | 28     | 1      | 4      | 0      | 1            | 0            | 34   | 1    |
| アストン・ヴィラFC               | 2015-16  | プレミアリーグ                       | 20     | 0      | 3      | 0      | 0            | 0            | 23   | 0    |
| アストン・ヴィラFC               | 通算     | 通算                                 | 48     | 1      | 7      | 0      | 1            | 0            | 56   | 1    |
| ACFフィオレンティーナ            | 2016-17  | セリエA                              | 31     | 1      | 2      | 0      | 8            | 0            | 41   | 1    |
| ACFフィオレンティーナ            | 2017-18  | セリエA                              | 9      | 1      | 2      | 0      | 0            | 0            | 11   | 1    |
| ACFフィオレンティーナ            | 通算     | 通算                                 | 40     | 2      | 4      | 0      | 8            | 0            | 52   | 2    |
| RCDエスパニョール (loan)         | 2017-18  | ラ・リーガ                           | 14     | 0      | 0      | 0      | 0            | 0            | 14   | 0    |
| 通算                             | 通算     | 通算                                 | 350    | 14     | 16     | 0      | 12           | 0            | 378  | 14   |

## 代表歴

### 出場大会
- コロンビア代表
  - 2014 FIFAワールドカップ
  - 2018 FIFAワールドカップ

### 試合数
- 国際Aマッチ 88試合 0得点（2007年-2018年）[16]

| コロンビア代表 | 国際Aマッチ | 国際Aマッチ |
| 年             | 出場        | 得点        |
| -------------- | ----------- | ----------- |
| 2007           | 7           | 0           |
| 2008           | 8           | 0           |
| 2009           | 0           | 0           |
| 2010           | 0           | 0           |
| 2011           | 9           | 0           |
| 2012           | 8           | 0           |
| 2013           | 10          | 0           |
| 2014           | 10          | 0           |
| 2015           | 10          | 0           |
| 2016           | 11          | 0           |
| 2017           | 10          | 0           |
| 2018           | 5           | 0           |
| 通算           | 88          | 0           |